# N'-Formylkynurénine
La N’-formylkynurénine est un métabolite de la dégradation du tryptophane par la voie de la kynurénine. Elle résulte de l'oxydation de l'acide aminé par l'indoleamine 2,3-dioxygénase (EC 1.13.11.52) et est convertie en kynurénine par une formamidase (EC 3.5.1.49) avec libération d'acide formique HCOOH.
La N’-formylkynurénine est impliquée dans la réponse biologique à l'exposition aux rayonnements solaires. La relaxation de son état excité produit notamment des radicaux hydroxyle HO•.